# Vysšaja Liga
La Vysšaja Liga (in russo Высшая лига?, traslitterato come Vysšaja liga, Prima lega) era il primo livello del campionato sovietico di calcio. Si disputò tra il 1936 ed il 1991, anno dello scioglimento dell'Unione Sovietica. Vi prendevano parte squadre rappresentanti le varie repubbliche dell'Unione Sovietica.

## Formula
Nel corso delle cinquantaquattro edizioni disputate, la massima divisione calcistica sovietica ha subìto diversi mutamenti nel formato:  per le edizioni 1936 e 1976 fu inoltre adottato un altro tipo di formato, con le squadre che si affrontavano in due campionati distinti (uno in primavera e l'altro in autunno) nel corso della stagione calcistica e gare di sola andata, sullo stile dei campionati sudamericani. Altrettanto variabile fu il numero delle squadre partecipanti, arrivando ad un massimo di 26 squadre nella stagione 1938, ad un minimo di 11 nella stagione 1953. Nel 1938 la massima serie era anche l'unica serie del campionato: vi giocarono tutte le 26 squadre iscritte al campionato, senza la presenza di un secondo livello.
Il sistema di assegnazione dei punti prevedeva inizialmente tre punti per la vittoria, due per il pareggio, uno per la sconfitta e zero in caso di mancata partecipazione; solo dal 1938 furono assegnati due punti per la squadra vincitrice dell'incontro, uno a entrambe in caso di pareggio, zero per la squadra sconfitta, formula che rimase quasi sempre invariata. Le uniche modifiche furono apportate per la sola edizione del 1973, in cui furono introdotti i tiri di rigore per gli incontri terminati in parità, alla cui vincitrice sarebbe stato aggiunto un punto, e dalla stagione 1978 a quella 1988, l'introduzione di un limite ai pareggi: dopo un certo numero di pareggi (tale soglia fu spostata da 8 a 10 nel corso degli anni) il pareggio non dava punti.
Per quanto riguarda le discriminanti adottate in caso di parità di punti, furono inizialmente adottati gli spareggi (con un'eccezione nella stagione 1970, in cui la discriminante fu basata dal numero di giocatori convocati in nazionale durante la stagione) per poi passare, a partire dal 1978, ad un sistema che dava la priorità al maggior numero di incontri vinti.
In alcune stagioni il campionato prevedeva diverse fasi e le squadre erano divise in gironi: ciò accadde tra il 1960 e il 1962 e nel 1969.

## Storia
Denominata inizialmente Gruppa A, subì vari cambi di denominazione: nel secondo dopoguerra fu, infatti, conosciuta come Pervaja Gruppa, nome che rimase per appena cinque edizioni; dal 1950 al 1962 era noto come Klass A, dal 1963 al 1969 fu noto come Pervaja Gruppa A, per il solo 1970 come Vysšaja Gruppa A, mentre dal 1971 in poi assunse la denominazione finale di Vysšaja Liga.
Fin dalla sua prima edizione, datata 1936, la massima divisione sovietica è stata dominata dalle squadre moscovite. Bisogna infatti andare all'edizione 1961, vinta dalla squadra ucraina della Dinamo Kiev, per avere una vincitrice che non sia della città capitale dell'Unione. Tra 1936 e 1960 le quattro squadre principali di Mosca si spartiscono tutti i titoli: la Dinamo Mosca trionfa 9 volte, lo Spartak Mosca 7 volte, il CSKA Mosca (squadra dell'esercito) 5 volte e la Torpedo Mosca una volta.
Nel 1961 la Dinamo Kiev, che diverrà la squadra a vincere in assoluto più campionati sovietici, si impone per la prima volta. Negli anni sessanta i futuri ucraini si impongono altre tre volte (nel 1966, nel 1967 e nel 1968). Nel 1964 vincono il loro primo titolo i georgiani della Dinamo Tblisi. Gli anni settanta si aprono con due sorprese: nel 1972 vince il titolo la matricola ucraina Zorja Vorošilovgrad, e nel 1973 ad imporsi sono gli armeni dell'Ararat Yerevan. Anche questo decennio è però dominato (eccezion fatta per il 1978, quando vince il suo secondo titolo la Dinamo Tblisi) dalla Dinamo Kiev e dalle squadre moscovite. Negli anni ottanta le sorprese sono rappresentate dalla prima e unica vittoria dei bielorussi della Dinamo Minsk, datata 1982, e dai due successi consecutivi degli ucraini del Dnipro. Il 1984 è l'anno della prima vittoria dello Zenit Leningrado. L'ultima edizione del campionato, nel 1991, ha visto trionfare il CSKA Mosca, che non vinceva dal 1970.

## Le squadre
Sono 61 le squadre ad aver preso parte ai 54 campionati di Vysšaja Liga disputati dal 1936 (primavera) al 1991. Questa la graduatoria per numero di campionati disputati:
- 54:  Dinamo Kiev,  Dinamo Mosca
- 53:  Spartak Mosca
- 51:  Dinamo Tbilisi,  Torpedo Mosca
- 49:  Zenit Leningrado[12]
- 48:  CSKA Mosca[13]
- 44:  Šachtar[14]
- 38:  Lokomotiv Mosca
- 33:  Dinamo Minsk[15],  Ararat[16]
- 27:  Neftçi Baku[17]
- 26:  Kryl'ja Sovetov Kujbyšev[18]
- 24:  Černomorets Odessa,  Qairat
- 22:  Paxtakor
- 21:  SKA Rostov[19]
- 19:  Dnepr
- 18:  Dinamo Leningrado
- 14:  Metalist[20],  Zorja
- 13:  T'orp'edo Kutaisi
- 11:  Nistru Kišinëv[21],  Rotor[22],  Žalgiris[23]
- 9:  Karpaty
- 7:  Daugava Rīga
- 6:  Kryl'ja Sovetov Mosca,  VVS Mosca
- 5:  Elektrosila Leningrado[24]
- 4:  Metallurg Mosca,  Lokomotiv Charkiv
- 3:  Admiralteec,  Kuban',  CSKA Pamir,  Trudovye Rezervy Leningrado,  Volga Gor'kij[25]
- 2:  Fakel Voronež[26],  Kalev Tallinn,  SK Odessa,  Spartak Tbilisi,  Alanija Vladikavkaz
- 1:  Burevestnik Mosca,  Dinamo Kirovobad,  Dinamo Rostov,  Guria Lanchkhuti,  Lokomotiv Kiev,  Lok’omot’ivi Tbilisi,  Metalurh Zaporižžja,  Kalinin,  ODO Sverdlovsk,  Piščevik Mosca,  Silmaš Charkiv,  Šinnik,  Spartak Charkiv,  Spartak Leningrado,  Stalinec Mosca,  Tavrija,  Temp Baku.  Uralmaš,  VMS Mosca

## Albo d'oro
- 1936 (primavera)  Dinamo Mosca
- 1936 (autunno)  Spartak Mosca
- 1937  Dinamo Mosca
- 1938  Spartak Mosca
- 1939  Spartak Mosca
- 1940  Dinamo Mosca
- 1941: non terminato a causa della seconda guerra mondiale
- 1942-1944: non disputato
- 1945  Dinamo Mosca
- 1946  CDKA Mosca
- 1947  CDKA Mosca
- 1948  CDKA Mosca
- 1949  Dinamo Mosca
- 1950  CDKA Mosca
- 1951  CDSA Mosca
- 1952  Spartak Mosca
- 1953  Spartak Mosca
- 1954  Dinamo Mosca

- 1955  Dinamo Mosca
- 1956  Spartak Mosca
- 1957  Dinamo Mosca
- 1958  Spartak Mosca
- 1959  Dinamo Mosca
- 1960  Torpedo Mosca
- 1961  Dinamo Kiev
- 1962  Spartak Mosca
- 1963  Dinamo Mosca
- 1964  Dinamo Tbilisi
- 1965  Torpedo Mosca
- 1966  Dinamo Kiev
- 1967  Dinamo Kiev
- 1968  Dinamo Kiev
- 1969  Spartak Mosca
- 1970  CSKA Mosca
- 1971  Dinamo Kiev
- 1972  Zorja
- 1973  Ararat

- 1974  Dinamo Kiev
- 1975  Dinamo Kiev
- 1976 (primavera)  Dinamo Mosca
- 1976 (autunno)  Torpedo Mosca
- 1977  Dinamo Kiev
- 1978  Dinamo Tbilisi
- 1979  Spartak Mosca
- 1980  Dinamo Kiev
- 1981  Dinamo Kiev
- 1982  Dinamo Minsk
- 1983  Dnepr
- 1984  Zenit Leningrado
- 1985  Dinamo Kiev
- 1986  Dinamo Kiev
- 1987  Spartak Mosca
- 1988  Dnepr
- 1989  Spartak Mosca
- 1990  Dinamo Kiev
- 1991  CSKA Mosca